# Petr Novotný
Petr Novotný (* 6. srpna 1947 Olomouc) je český bavič, moderátor, textař, publicista a podnikatel.

## Život
Studoval Filozofickou fakultu na Karlově univerzitě v Praze. S moderováním začínal nejprve jako konferenciér u skupiny Greenhorns, později působil po mnoho let jako mluvčí skupiny Fešáci. Pro skupiny Greenhorns a Fešáci napsal několik desítek nápaditých písňových textů, převážně na melodie převzaté z amerického bluegrassu a country music. Postupem doby se z něj stal vyhledávaný estrádní bavič, jehož styl se vyznačuje přímočarým humorem a výraznou mimikou. Je pětinásobný držitel titulu Bavič roku v anketě TýTý. Věnuje se také produkci – vlastní vydavatelskou a uměleckou agenturu 6P. Kromě své moderátorské a podnikatelské činnosti se věnuje vaření. Sbírá kuchařské recepty.
Je židovského původu. Od roku 1972 bydlí v Řeporyjích. Je ženatý, s manželkou Mirkou mají tři vlastní děti – syna Pavla (*1981) a dcery Lenku (*1982) a Soňu (*1992), kromě toho před lety dále adoptovali syna Lukáše.
Petr Novotný měl sestru Soňu (1950–1968), která jako osmnáctiletá spáchala sebevraždu – otrávila se plynem.
V říjnu 2013 prodělal před odletem do USA cévní mozkovou příhodu po ucpání cévy a zúžení krčnice.

## Herecké aktivity

### Filmy
- 2009 – Veni, vidi, vici
- 2007 – Angelika (divadelní záznam)
- 2000 – Cesta z města
- 1988 – Sedm hladových
- 1987 – Přátelé Bermudského trojúhelníku
- 1986 – Pytačky (TV film)
- 1980 – Trhák
- 1974 – Televize v Bublicích aneb Bublice v televizi

### Seriály
- 2002 – Příběhy slavných (TV seriál)
- 2000 – Pra pra pra (TV seriál)
- 1986 – Vrať se, vše odpuštěno (TV seriál)

### Dokumenty
- 2009 – Karel Gott 70 (koncert)
- 2009 – 13. komnata Petra Novotného (TV film)
- 2005 – 13. komnata Jana Nedvěda (TV film)
- 2002 – Příběhy slavných (TV seriál)
- 1996 – 500. Saloon Zelenáčů (koncert)

### TV pořady
- 2013 – Krampo voloviny (TV pořad) na Pohoda Relax.
- 2013 – Nejlepší scénka (TV pořad)
- 2013 – Novotný za humny (TV pořad)
- 2012 – Vtip za stovku! na TV Barrandov.
- 2011 – Barrandovský videostop na TV Barrandov.
- 2011 – Legendy popu (TV pořad)
- 2011 – Trampoty
- 2010 – Nikdo není dokonalý speciál
- 2009 – Elsa 2009 (TV pořad)
- 2009 – Politická střelnice
- 2008 – Burianův den žen s Evou z dua Eva a Vašek (TV pořad)
- 2008 – Den D
- 2008 – Limuzína (TV pořad)
- 2007 – 5 proti 5 (TV pořad)
- 2006 – Extra (TV pořad)
- 2006 – Jste to, co jíte
- 2006 – Můžu u Vás přespat?
- 2005 – Nova sobě (TV pořad)
- 2005 – Všechnopárty (TV pořad)
- 2004 – Uvolněte se, prosím (TV pořad)
- 2004 – Životní zásady Petra Novotného (TV pořad)
- 2003 – Chuťovky (TV pořad)
- 2003 – Silvestrovské taneční hodiny (TV pořad)
- 2003 – Volenka (TV pořad)
- 2001 – Bárymetr (TV pořad)
- 2001 – Dobroty (TV pořad)
- 2000 – Hogo Fogo (TV pořad)
- 2000 – P.F. (TV pořad)
- 2000 – Věštírna (TV pořad)
- 1999 – Banánové rybičky (TV pořad)
- 1999 – Bonzáčik (TV pořad)
- 1999 – Čtveráci (TV pořad)
- 1999 – My rádi jíme (TV pořad)
- 1999 – NASTUPUJE AMFORA (TV pořad)
- 1999 – Zlatá mříž (TV pořad)
- 1998 – Aj múdry schybí (TV pořad)
- 1998 – Na plovárně (TV pořad)
- 1998 – Nikdo není dokonalý (TV pořad)
- 1997 – Zlatíčka (TV pořad)
- 1997 – Novoty (TV pořad)
- 1996 – Je to jenom rokenrol (TV pořad)
- 1994 – Caruso show
- 1994 – Riskuj! (TV pořad)
- 1990 – Aby bylo veselo (TV pořad)
- 1987 – Třikrát s Wildou (TV pořad)
- 1974 – Zelenáči v bílém (TV pořad)

## Knihy

### Kuchařky
- Vaření, Kuchařky, Nápoje, Chuťovky Petra Novotného
- Ham a mňam celkem 3 díly Další pokračování nejlepších receptů z Dobrýho kafe na Frekvenci 1, ISBN 80-7181-632-9
- Vaříme pro tukery, Recepty pro obézní diváky

### Ostatní
- Dobrý kafe na Frekvenci 1, ISBN 80-249-0581-7
- Továrna na legraci společně s Marií Formáčkovou - Petr Novotný, ISBN 80-7181-354-0
- To je ale prevít! – společně s Marií Formáčkovou, ISBN 978-80-7388-075-0
- Jako Čuk a Gek – společně s Františkem Ringo Čechem, ISBN 978-80-249-1081-9
- Jak jsem přežil Dakar - To je rallye, vole! - "deníček" z účasti na Rallye Dakar 2003, historie soutěže, společně s Milanem Zajíčkem, ISBN 80-242-1123-8